# Master of Reality
A Master of Reality, az angol Black Sabbath 1971-ben megjelent harmadik stúdióalbuma. Egyesek az első stoner rock lemezként tartják számon.
Miközben egy akusztikus gitárrészt játszottam fel az egyik dalhoz, Ozzy odahozott nekem egy rohadt nagy spanglit. Majd megfulladtam tőle, szétköhögtem az agyam. Felvették és ezt használtuk a "Sweet Leaf" bevezetőjeként.
A nagylemez az 5. helyig jutott a brit albumlistán, és 8. lett a Billboard lemezeladási listáján az Egyesült Államokban. Az album már a megjelenése napján aranylemez lett Amerikában az előrendeléseknek köszönhetően. Azóta több mint kétmillió példányban kelt el csak az USA-ban, és kétszeres platinalemez lett. A platina státuszt Kanadában is elérte az album, ami ott 100 000 eladott példányt jelent.
A Rolling Stone magazin 2003-ban a Minden idők 500 legjobb albumának listáján a 298. helyre sorolta. A lemezt 2017-ben a Rolling Stone magazin a Minden idők 100 legjobb metalalbuma listáján a 34. helyre rangsorolta.

## Az album dalai
Minden dalt Tony Iommi, Ozzy Osbourne, Geezer Butler, Bill Ward írt, kivéve az "Embryo" és az "Orchid" dalokat, melyeket Iommi.
|    | Cím                     | Hossz |
| -- | ----------------------- | ----- |
| 1. | Sweet Leaf              | 5:05  |
| 2. | After Forever           | 5:27  |
| 3. | Embryo (instrumentális) | 0:28  |
| 4. | Children of the Grave   | 5:17  |
| 5. | Orchid (instrumentális) | 1:30  |
| 6. | Lord of This World      | 5:26  |
| 7. | Solitude                | 5:02  |
| 8. | Into the Void           | 6:13  |

| 1. | Weevil Woman '71                                             |  |
| 2. | Sweet Leaf (Studio Outtake, alternatív dalszöveg)            |  |
| 3. | After Forever (Studio Outtake, instrumentális)               |  |
| 4. | Children of the Grave (Studio Outtake, alternatív dalszöveg) |  |
| 5. | Children of the Grave (Studio Outtake, instrumentális)       |  |
| 6. | Orchid (Studio Outtake)                                      |  |
| 7. | Lord of this World (Studio Outtake)                          |  |
| 8. | Solitude (Studio Outtake, alternatív változat)               |  |
| 9. | Spanish Sid (Az "Into the Void" korai változata)             |  |

## Közreműködők
- Ozzy Osbourne – ének
- Tony Iommi – gitár, szintetizátor az "After Forever" dalban, fuvola és zongora a "Solitude" dalban
- Geezer Butler – basszusgitár
- Bill Ward – dob